# Brocourt-en-Argonne
Brocourt-en-Argonne és un municipi francès situat al departament del Mosa i a la regió del Gran Est. L'any 2007 tenia 48 habitants.

## Demografia

### Població
El 2007 la població de fet de Brocourt-en-Argonne era de 48 persones. Hi havia 27 famílies, de les quals 8 eren unipersonals (4 homes vivint sols i 4 dones vivint soles), 11 parelles sense fills i 8 parelles amb fills.
La població ha evolucionat segons el següent gràfic:
Habitants censats

### Habitatges
El 2007 hi havia 25 habitatges, 22 eren l'habitatge principal de la família, 1 era una segona residència i 2 estaven desocupats. Tots els 25 habitatges eren cases. Dels 22 habitatges principals, 18 estaven ocupats pels seus propietaris, 2 estaven llogats i ocupats pels llogaters i 2 estaven cedits a títol gratuït; 1 tenia tres cambres, 6 en tenien quatre i 15 en tenien cinc o més. 20 habitatges disposaven pel capbaix d'una plaça de pàrquing. A 9 habitatges hi havia un automòbil i a 9 n'hi havia dos o més.

## Economia
El 2007 la població en edat de treballar era de 32 persones, 21 eren actives i 11 eren inactives. De les 21 persones actives 20 estaven ocupades (11 homes i 9 dones) i 1 aturada (1 home). De les 11 persones inactives 4 estaven jubilades, 4 estaven estudiant i 3 estaven classificades com a «altres inactius».
Activitats econòmiques
L'únic establiment que hi havia el 2007 era d'una empresa de serveis.

## Poblacions més properes
El següent diagrama mostra les poblacions més properes.